# I treni di Tozeur
I treni di Tozeur – utwór włoskiego duetu Alice&Battiato, napisany przez wokalistę, Rosario Consentino i Giusto Pio, nagrany i wydany w 1984 roku. Utwór został nagrany w Studio Radius w Mediolanie, a zmiksowany w Arco Studio w Monako.
W 1984 roku utwór reprezentował Włochy podczas finału 29. Konkursu Piosenki Eurowizji. Podczas koncertu finałowego, który odbył się 5 maja w Théâtre Municipal w Luksemburgu, utwór został zaprezentowany jako przedostatni, osiemnasty w kolejności i ostatecznie zdobył 70 punktów, plasując się na piątym miejscu finałowej klasyfikacji.
Na stronie B winylowego wydania singla znalazła się piosenka „Le biciclette di forlì (strumentale)”. Oprócz włoskojęzycznej wersji singla, zespół nagrał także singiel w języku angielskim („The Trains of Tozeur”) i hiszpańskim („Los trenes de Tozeur”).